# Xestia habichi
Xestia habichi là một loài bướm đêm trong họ Noctuidae.